# Morotsmobb

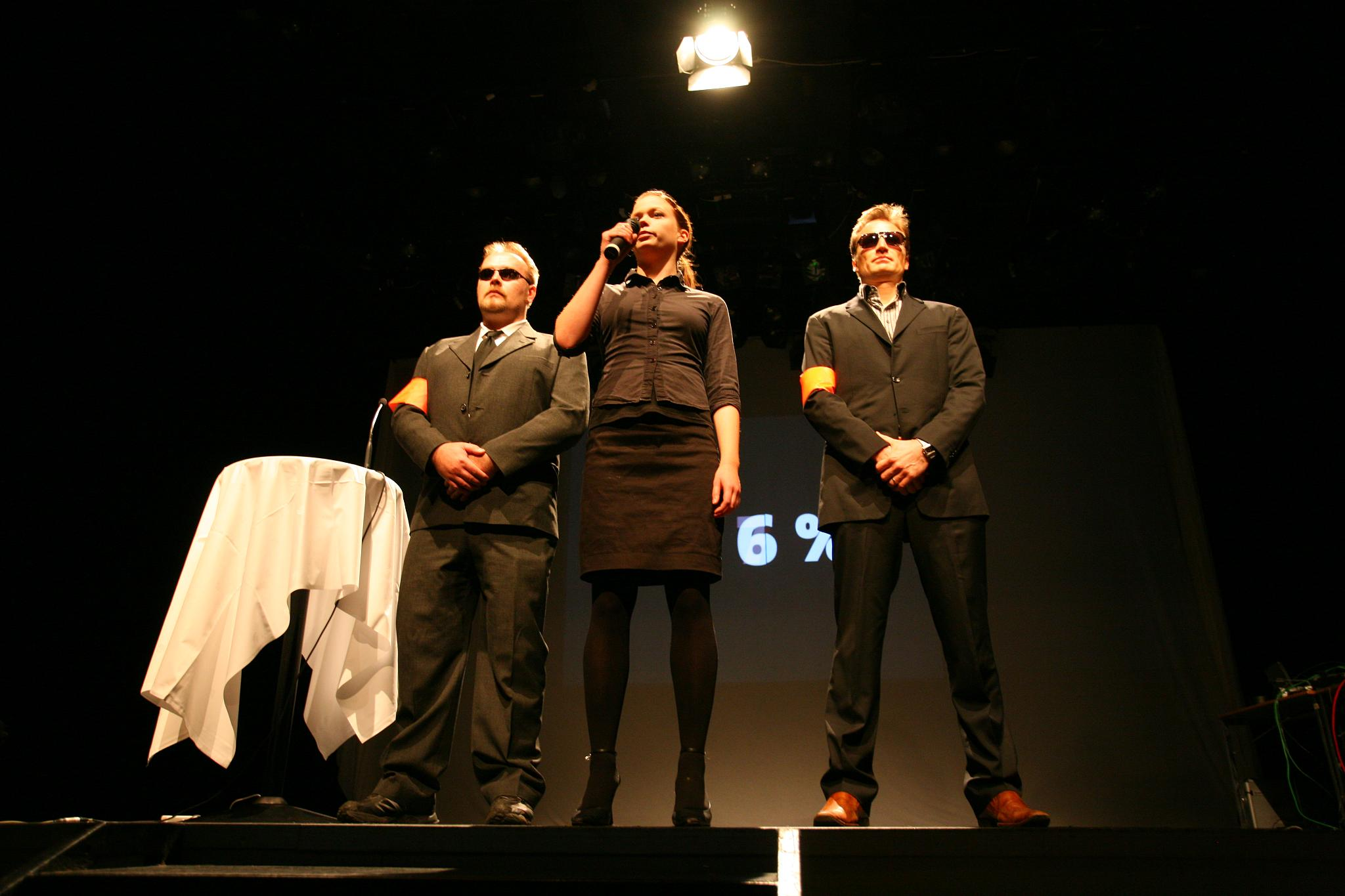
Morotsmobb i Finland 2008

Morotsmobb (från eng. Carrotmob) är en aktion som utförs av morotsaktivister, eller en grupp av sådana aktivister.  Morotsaktivism är en form av konsumentaktivism som innebär att systematiskt gynna butiker eller produkter genom att köpa stora mängder av en eller flera varor inom en kort tidsperiod från ett företag eller en affär. Syftet är att belöna och uppmärksamma företag som satsar på ett socialt och miljömässigt ansvarsfullt sortiment eller arbetssätt.
Namnet morotsmobb härstammar från uttrycket piska eller morot, ett idiom som handlar om en kombination mellan belöning (morot) och straff (piska) för att framkalla ett önskat beteende. Morotsmobbar förklaras ofta som en omvänd bojkott där en konsumentgrupp istället för att avstå väljer att premiera varor från att ett visst företag.
Begreppet myntades av aktivisten Brent Schulkin som i mars 2008 genomförde den första morotsmobben i San Francisco. Sedan dess har fenomenet spritt sig till stora delar av världen och varianter har uppkommit. Orden morotsaktivism och morotsmobb upptogs i Språkrådets nyordslista 2010.
I Sverige har den kristna ungdomsorganisationen equmenia arrangerat morotsmobb-aktioner.[källa behövs]